# Lamak

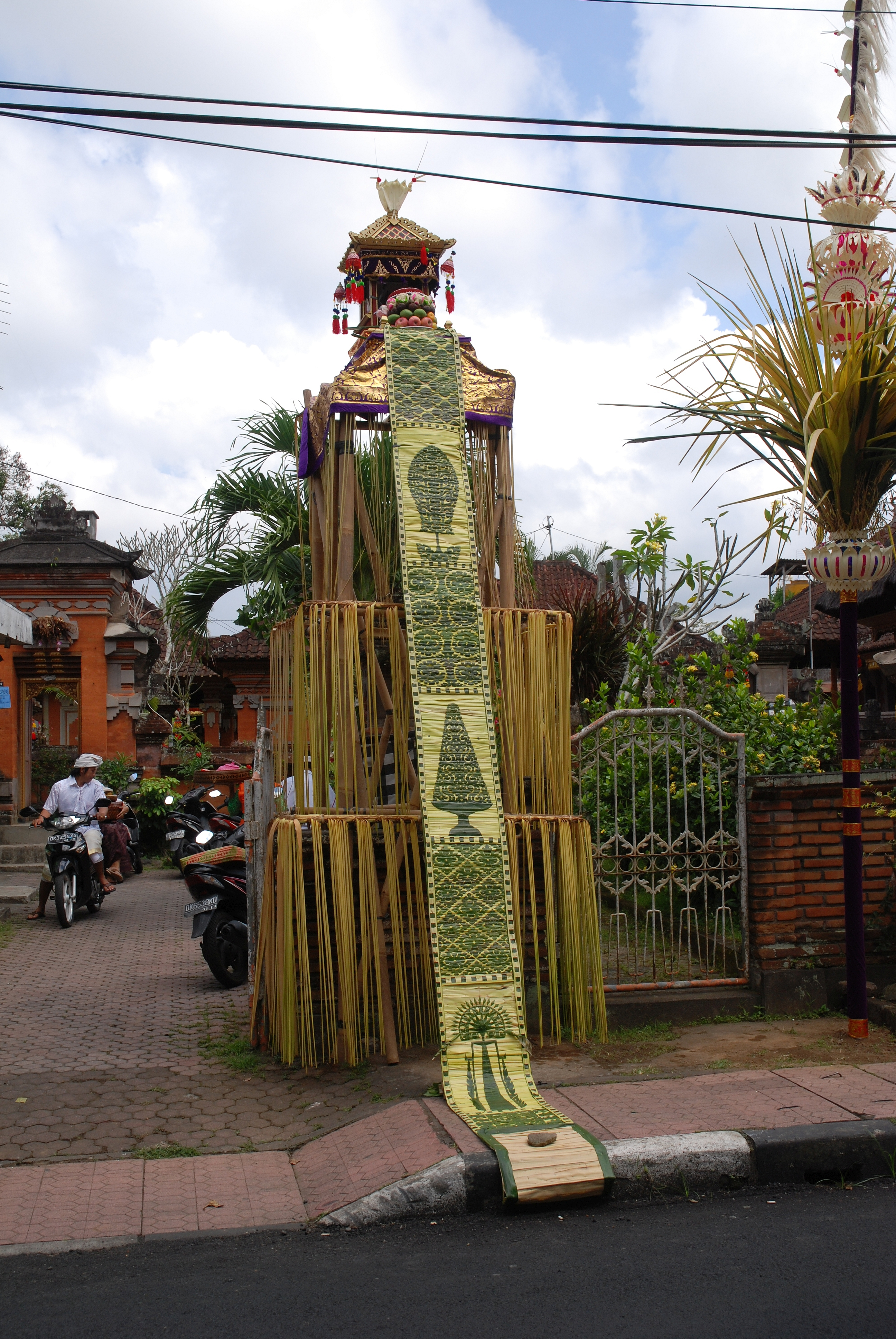
Lamak nganten während des Galungan in Ubud

Ein Lamak ist ein ritueller Gegenstand im balinesischen Hinduismus. Es ist eine aus Palmenblättern geflochtene, rechteckige Matte, die als Behang von Altären und Schreinen dient. 

## Beschreibung
Lamak sind schmale, längliche Matten, die aus Blättern der Kokospalme (Cocos nucifera), Zuckerpalme (Arenga pinnata) oder der Palmyrapalme (Borassus flabellifer) geflochten sind. Die verwendeten Techniken und Motive sind sehr vielfältig und hängen von der Verwendung ab. Häufig werden grüne Blätter der Kokos- oder Zuckerpalme zusammen mit hellen, älteren Blättern der Palmyrapalme verwendet, um den Kontrast der Motive zu erhöhen.

## Verwendung
Besonders während des Galungan-Fests wird ein Lamak verwendet. Vor dem Eingang eines jeden Hauses wird ein Penjor aufgestellt, eine kunstvoll verzierte Bambusstange, an der ein kleiner Schrein befestigt ist. An diesem Schrein wird ein Lamak angebracht. Für das Tempelfest Odalan werden alle Schreine im Tempel mit einem Lamak geschmückt. Ein Sonderfall ist der reich verzierte Lamak nganten. Der manchmal meterlange „Hochzeits“-Lamak wird während des Galungan-Fests vor Häusern aufgestellt, in denen das vorherige Jahr eine Hochzeit stattgefunden hat.